# Tauno Marttinen

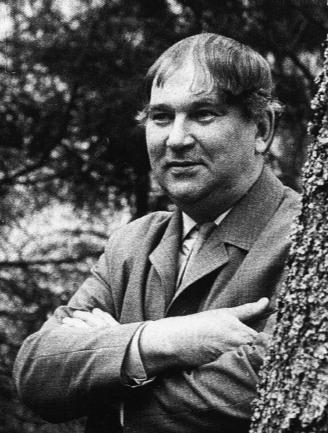
Tauno Marttinen, 1965

Tauno Marttinen (* 27. September 1912 in Helsinki; † 18. Juli 2008 in Janakkala) war ein finnischer Komponist.

## Lebenslauf
Er studierte in Viipuri und Helsinki, u. a. bei Ilmari Hannikainen und Selim Palmgren. Von 1950 bis 1975 war er Leiter des Musikinstituts Hämeenlinna.
Seine ersten Kompositionen fallen noch in die Spätromantik, während seine späteren Werke, die er nach dem Zweiten Weltkrieg komponierte, deutlichere Formmerkmale moderner Klassik enthalten. In diese Zeit fallen auch seine wichtigsten Werke, vor allem Opern, wie Medio von 1976. Seine Bühnenwerke (darunter 15 Opern) basieren u. a. auf Texten von Nikolai Gogol, Oscar Wilde und Hans Christian Andersen.
Zwischen 1958 und 1998 entstanden zehn Sinfonien. Neben der Arbeit an großen Opernprojekten komponierte Marttinen auch Konzerte und viele Solowerke.

## Rezeption
Von der Musikwelt wurde Marttinen als „Schamane von Hämeenlinna“ bezeichnet. Er galt als einer der produktivsten finnischen Komponisten. Besonders seine ernsten Bühnenwerke werden oft hervorgehoben.

## Werke

### Bühnenwerke

#### Oper
- Päällysviitta, op. 17, Text: Nikolai Gogol (1962–63)
- Kihlaus, op. 20 (1964)
- Lea, op. 33 (1967)
- Meedio, op. 105 (1975–76)
- Jaarlin sisar (Die Tochter des Grafen), op. 126 (1977)
- Seitsemän veljestä (Die sieben Brüder), op. 273 (1987)
- Mooses, op. 309

#### Ballett
- Tikkaat (Die Leiter), op. 21 (1965)
- Lumikuningatar (Die Schneekönigin), op. 54 (1970) Text: Hans Christian Andersen
- Beatrice, op. 57 (1970) Text: Dante Alighieri
- Ruma ankanpoikanen (Das hässliche Entlein), op. 115 (1976/1983) Text: H.C. Andersen

### Orchesterwerke (Auswahl)

#### Sinfonien
- 1. Sinfonie op. 2 (1958)
- 2. Sinfonie op. 4 (1959)
- 3. Sinfonie op. 18 (1960–62)
- 4. Sinfonie op. 31 (1964)
- 5. Sinfonie op. 35 Der Priester (1967–72)
- 6. Sinfonie op. 92 (1974–75)
- 7. Sinfonie op. 136 (1977)
- 8. Sinfonie op. 224 (1983)
- 9. Sinfonie op. 260 (1986–88)
- 10. Sinfonie Polarnacht (Kaamos) (1998)

#### Weitere Orchesterwerke
- Die Milchstraße, op. 7 (1960–61) für Schlagwerk, Klavier, Celesta und Streicher
- Fauni, op. 26 (1965) für Schlagwerk, Harfe und Streicher
- Elegia op. 169 (1979) für Streicher und Harfe
- Prophet, op. 234

### Solowerke (Auswahl)
- Rembrandt op. 11 (1962) für Cello und Orchester
- Violinkonzert op. 13 (1962)
- Klarinettenkonzert op. 89 (1974)
- Die alte Mühle für Klarinette solo op. 143
- Concerto espagnole op. 144 für Flöte und Orchester